# Crinopseudoa nimba
Espèce
Crinopseudoa nimba est une espèce d'araignées aranéomorphes de la famille des Corinnidae.

## Distribution
Cette espèce est endémique de la région de Nzérékoré en Guinée,. Elle se rencontre sur le mont Nimba.

## Description
Le mâle holotype mesure 3,72 mm et la femelle paratype 3,84 mm.

## Systématique et taxinomie
Cette espèce a été décrite par Pett et Jocqué en 2024.

## Étymologie
Son nom d'espèce lui a été donné en référence au lieu de sa découverte, le mont Nimba.

## Publication originale
- Pett, Pashkevich, Freeman, Timperley & Jocqué, 2024 : « Four new species of Crinopseudoa (Araneae: Corinnidae) from West Africa. » Zootaxa, no 5523(1), p. 70-82.